# Doom (groupe japonais)
Pour les articles homonymes, voir Doom (homonymie).
 (mars 2019).
Si vous disposez d'ouvrages ou d'articles de référence ou si vous connaissez des sites web de qualité traitant du thème abordé ici, merci de compléter l'article en donnant les références utiles à sa vérifiabilité et en les liant à la section « Notes et références ».
 (mars 2019).
Doom est un groupe de thrash metal japonais composé des anciens membres de Zadkiel Koh et Jouichi. Formé à l'origine par Takashi "Taka" Fujita (guitare, chant), Koh "Pirarucu" Morota (basse fretless) et Jouichi "Joe" Hirokawa (batterie), le groupe est né à Tokyo en 1985.

## Biographie
Le premier EP Go Mad Yourself! sort en 1986, rapidement suivi du premier album No More Pain en 1987. Le groupe devient vite populaire et est signé sur le label japonais Invitation. Doom sortira de nombreux autres albums et jouera même un concert aux États-Unis au CBGB en octobre 1988. Le 7 mai 1999, le membre fondateur, Koh, est retrouvé mort noyé. Leur dernier album, Where Your Life Lies !? sortira en novembre 1999, avant la dissolution officielle du projet en août 2000.
En 2014, Fujita et Pazz sont rejoints par le bassiste Kodaira, de Casbah/Skull Smash, pour un set de 15 minutes, lors d'un hommage au bassiste de United , Akihiro Yokoyama, décédé en mai. Doom annoncera par la suite sa reformation et leur premier concert aura lieu le 12 janvier 2015 au Club Citta à Kawasaki,.
Le 14 décembre 2015, le groupe annonce sur sa page Facebook officielle qu'un nouvel album intitulé Still Can't The Dead, vient d'être enregistré et devrait sortir en mars 2016. L'annonce est accompagnée du visuel de la pochette. La liste des morceaux sera par la suite révélée sur leur compte Twitter.

## Membres
- Takashi "Taka" Fujita - guitare, chant (1985-2000, 2014-aujourd'hui)
- Shigeru "Pazz" Kobayashi - batterie (1990-2000, 2014-aujourd'hui)
- Takatoshi Kodaira - basse (2014-aujourd'hui)

### Anciens membres
- Jouichi "Joe" Hirokawa - batterie (1985-1990)
- Koh "Pirarucu" Morota (1985-1994; décédé en 1999)
- Masami Chiba - basse (1994-2000)

## Discographie
- Go Mad Yourself! (EP, 1986)
- "Why!?/Last Stand to Hell" (single, 1986)
- No More Pain (1987)
- Killing Field (EP, 1988)
- Complicated Mind (1988)
- Incompetent... (1989)
- Human Noise (1991
- Doom VI – Illegal Soul (1992)
- Split 7 w/ Hedgehog Split (split album, 1994)
- "Freakout" (single, 1995)
- Where Your Life Lies!? (1999)
- Still Can't The Dead (2016)